# TV Cidade Verde Colíder
TV Cidade Verde Colíder é uma emissora de televisão brasileira com sede em Colíder, cidade do estado de Mato Grosso. Opera nos canais 9 VHF analógico e 46 UHF digital (9.1 virtual) e é uma emissora afiliada à Rede Cidade Verde. Pertence ao Grupo Torres de Comunicação.

## História
A emissora foi fundada em 1994 como TV Piraíba, se tornando a primeira emissora de televisão local em Colíder. Em sua inauguração, se afiliou à Rede Manchete.
A emissora acompanhou a transição da Manchete para RedeTV! em 1999, sendo uma das primeiras emissoras afiliadas à rede.
Em setembro de 2019, após a desafiliação da Rede Cidade Verde com a Rede Bandeirantes, a emissora passa a ser uma das novas afiliadas da nova Rede Cidade Verde, que passou a gerar programação totalmente local, e assume a nomenclatura TV Cidade Verde Colíder.
Em abril de 2021, a emissora suspende a produção de programas locais.

## Sinal digital
| Canal virtual | Canal digital | Resolução de tela | Programação                                                          |
| ------------- | ------------- | ----------------- | -------------------------------------------------------------------- |
| 9.1           | 46 UHF        | 480i              | Programação principal da TV Cidade Verde Colíder / Rede Cidade Verde |

A TV Cidade Verde Colíder foi autorizada a operar no canal 46 UHF digital na cidade de Colíder em 13 de novembro de 2014. A emissora iniciou as operações em sinal digital no dia 14 de setembro de 2020.